# Бивер-Касл
Би́вер-Касл (англ. Belvoir Castle, от фр. bel voir — «красивый вид», местные жители произносят как beaver — «бобр») — дворец-замок в Бельвуарской долине английского графства Лестершир, который с 1508 года служит резиденцией аристократического семейства Мэннерсов. Глава этого рода с 1525 года носит титул графа, а с 1703 года — герцога Ратленда.
Свой нынешний средневековый вид замок приобрёл в конце XVIII века, когда его реконструкцией в модном тогда неоготическом стиле занимался архитектор Джеймс Уайет. Вокруг замка раскинулся парк площадью в 120 км².
Владельцы замка сдают его для проведения свадеб, пиротехнических соревнований и съёмок теле- и кинофильмов. Например, в фильме «Код да Винчи» Бивер-Касл изображал замок Кастель-Гандольфо. Также здесь проходили съёмки фильма «Молодая Виктория», и телесериала «Корона».
В сотрудничестве с владельцами замка компания De Gournay выпустила коллекцию вручную расписанных обоев «Замок Бивер».